# Gerhard Waibel
Gerhard Waibel (17 dicembre 1958) è un pilota motociclistico tedesco ritiratosi dall'attività agonistica nel 1989.

## Carriera
Fa parte di una famiglia di motociclisti, anche il fratello Alfred gareggiava in moto nello stesso periodo e nelle stesse classi.
Specialista nelle piccole cilindrate, oltre ad aver vinto 5 titoli nazionale tedeschi, ha disputato 69 Gran Premi del motomondiale in classe 50, 80 e 125, vincendone 4.
Nella stagione d'esordio, il 1979, in Classe 50 giunse al 4º posto nella classifica finale grazie alla vittoria nel Gran Premio motociclistico di Germania a bordo di una Kreidler. La sua stagione migliore fu quella del 1987, dove, gareggiando nella classe 80 alla guida di una Krauser, giunse al terzo posto in classifica generale. Dopo aver preso parte alle stagioni del 1988 e del 1989 in classe 125 alla guida di una Honda, si è ritirato dall'attività agonistica.

## Risultati nel motomondiale

### Classe 50
| 1979 | Classe | Moto     |    |    |   |     |   |   |     |   |    |    |    |    |    | Punti | Pos. |
| ---- | ------ | -------- | -- | -- | - | --- | - | - | --- | - | -- | -- | -- | -- | -- | ----- | ---- |
| 1979 | 50     | Kreidler | NE | NE | 1 | Rit | 4 | 4 | Rit | - | NE | NE | NE | NE | 15 | 31    | 4º   |

| 1980 | Classe | Moto     |    |   |    |   |     |   |    |    |    |    |  |  |  | Punti | Pos. |
| ---- | ------ | -------- | -- | - | -- | - | --- | - | -- | -- | -- | -- |  |  |  | ----- | ---- |
| 1980 | 50     | Kreidler | 13 | - | NE | 8 | Rit | 7 | NE | NE | NE | 11 |  |  |  | 7     | 12º  |

| Legenda | 1º posto        | 2º posto            | 3º posto            | A punti      | Senza punti        | Grassetto – Pole position Corsivo – Giro più veloce |
| Legenda | Gara non valida | Non qual./Non part. | Ritirato/Non class. | Squalificato | '-' Dato non disp. | Grassetto – Pole position Corsivo – Giro più veloce |

### Classe 80
| 1984 | Classe | Moto |    |   |     |   |   |    |   |   |   |    |    |   |  |  |  | Punti | Pos. |
| ---- | ------ | ---- | -- | - | --- | - | - | -- | - | - | - | -- | -- | - |  |  |  | ----- | ---- |
| 1984 | 80     | Real | NE | 5 | Rit | 3 | 3 | NE | 4 | 4 | 7 | NE | NE | 1 |  |  |  | 61    | 5º   |

| 1985 | Classe | Moto        |    |   |   |   |    |   |    |    |   |    |    |   |  |  |  | Punti | Pos. |
| ---- | ------ | ----------- | -- | - | - | - | -- | - | -- | -- | - | -- | -- | - |  |  |  | ----- | ---- |
| 1985 | 80     | Real e Seel | NE | 6 | 2 | - | NE | 4 | 10 | NE | 5 | NE | NE | 8 |  |  |  | 35    | 5º   |

| 1986 | Classe | Moto    |   |   |   |   |   |   |    |    |   |    |   |   |  |  |  | Punti | Pos. |
| ---- | ------ | ------- | - | - | - | - | - | - | -- | -- | - | -- | - | - |  |  |  | ----- | ---- |
| 1986 | 80     | Krauser | 7 | 4 | 5 | 7 | 9 | 6 | NE | NE | 6 | NE | 9 | 1 |  |  |  | 51    | 5º   |

| 1987 | Classe | Moto    |    |   |   |    |   |   |   |    |   |    |   |   |   |    |    | Punti | Pos. |
| ---- | ------ | ------- | -- | - | - | -- | - | - | - | -- | - | -- | - | - | - | -- | -- | ----- | ---- |
| 1987 | 80     | Krauser | NE | 4 | 1 | 10 | 2 | 4 | - | NE | 3 | NE | 3 | 4 | 3 | NE | NE | 82    | 3º   |

| Legenda | 1º posto        | 2º posto            | 3º posto            | A punti      | Senza punti        | Grassetto – Pole position Corsivo – Giro più veloce |
| Legenda | Gara non valida | Non qual./Non part. | Ritirato/Non class. | Squalificato | '-' Dato non disp. | Grassetto – Pole position Corsivo – Giro più veloce |

### Classe 125
| 1981 | Classe | Moto |   |   |   |   |    |   |   |   |    |   |   |     |   |    |  | Punti | Pos. |
| ---- | ------ | ---- | - | - | - | - | -- | - | - | - | -- | - | - | --- | - | -- |  | ----- | ---- |
| 1981 | 125    | MBA  | - | 5 | - | - | 12 | - | 8 | - | NE | 8 | - | Rit | - | NE |  | 12    | 15º  |

| 1982 | Classe | Moto     |   |   |   |    |   |   |   |   |    |    |   |   |    |    |  | Punti | Pos. |
| ---- | ------ | -------- | - | - | - | -- | - | - | - | - | -- | -- | - | - | -- | -- |  | ----- | ---- |
| 1982 | 125    | Seel-MBA | 9 | - | 7 | 10 | - | 9 | 9 | 9 | 18 | 11 | - | 5 | NE | NE |  | 19    | 14º  |

| 1983 | Classe | Moto     |    |     |    |   |   |    |   |   |   |    |    |   |  |  |  | Punti | Pos. |
| ---- | ------ | -------- | -- | --- | -- | - | - | -- | - | - | - | -- | -- | - |  |  |  | ----- | ---- |
| 1983 | 125    | Seel-MBA | NE | Rit | 12 | 8 | - | 10 | - | 4 | 6 | 11 | 12 | 6 |  |  |  | 22    | 12º  |

| 1984 | Classe | Moto |    |    |   |    |    |   |    |    |    |   |   |     |  |  |  | Punti | Pos. |
| ---- | ------ | ---- | -- | -- | - | -- | -- | - | -- | -- | -- | - | - | --- |  |  |  | ----- | ---- |
| 1984 | 125    | MBA  | NE | 10 | - | NE | 13 | - | NE | 13 | NE | - | - | Rit |  |  |  | 1     | 23º  |

| 1988 | Classe | Moto  |    |    |   |    |     |    |   |   |    |     |   |    |    |    |    | Punti | Pos. |
| ---- | ------ | ----- | -- | -- | - | -- | --- | -- | - | - | -- | --- | - | -- | -- | -- | -- | ----- | ---- |
| 1988 | 125    | Honda | NE | NE | 6 | NE | Rit | 11 | 7 | 5 | 10 | Rit | 5 | 20 | 16 | 20 | NE | 52    | 10º  |

| 1989 | Classe | Moto  |    |    |    |  |    |    |   |    |  |  |  |  |  |    |    | Punti | Pos. |
| ---- | ------ | ----- | -- | -- | -- |  | -- | -- | - | -- |  |  |  |  |  | -- | -- | ----- | ---- |
| 1989 | 125    | Honda | 23 | 20 | NE |  | NQ | 10 | - | NE |  |  |  |  |  | NQ | NE | 6     | 35º  |

| Legenda | 1º posto        | 2º posto            | 3º posto            | A punti      | Senza punti        | Grassetto – Pole position Corsivo – Giro più veloce |
| Legenda | Gara non valida | Non qual./Non part. | Ritirato/Non class. | Squalificato | '-' Dato non disp. | Grassetto – Pole position Corsivo – Giro più veloce |